# Око (ТВ филм)
Око је југословенски ТВ филм из 1978. године. Режирао га је Јоаким Марушић а сценарио је написао Доминик Зен по делу Владана Деснице.

## Улоге
| Глумац             | Улога        |
| ------------------ | ------------ |
| Угљеша Којадиновић | Бариша Шурац |
| Јосип Мароти       | Ловра Фурат  |
| Ана Карић          | Ванда        |
| Ета Бортолаци      | Ката         |
| Нада Гаћешић       | Марица       |
| Иво Грегуревић     | Ива          |
| Рајко Бундало      |              |
| Љубо Капор         |              |
| Васја Ковачић      |              |
| Наташа Маричић     |              |
| Тана Маскарели     |              |
| Јадранка Матковић  |              |
| Миња Николић       |              |
| Лена Политео       |              |